# Borshchiv
Borshchiv (en ucraniano: Борщі́в) es una ciudad en el óblast de Ternopil, oeste de Ucrania. La población se estimó en 10.765 en 2021.

## Historia

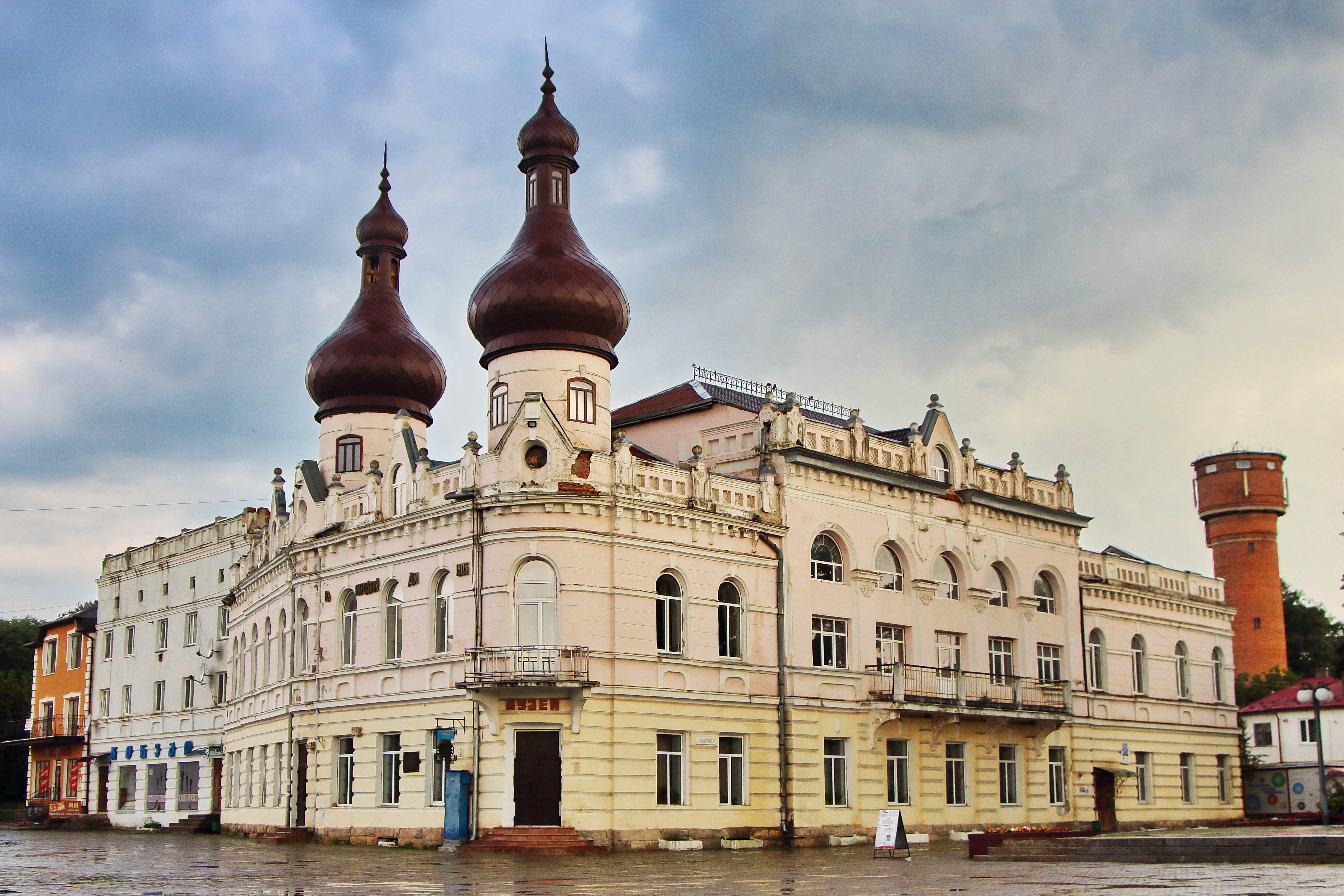
Centro histórico

Borshchiv fue mencionado por primera vez por su nombre como la mansión de la familia Dudinski en 1456. Con el tiempo, la ciudad ha sido gobernada por Polonia (1456-1672, 1699-1772 y 1918-39), el Imperio otomano (1672-99), el Imperio Habsburgo (1772-1809 y 1815-1914), el Imperio ruso (1809-15 y 1914-17), la Unión Soviética (1939-41 y 1944-91), Alemania nazi (1941-44) y Ucrania (1991 hasta el día de hoy).
Durante la Segunda Guerra Mundial, se llevaron a cabo varias ejecuciones masivas de judíos en la ciudad. En abril de 1942 se estableció aquí un gueto judío. Entre la primavera y el verano de 1943, aproximadamente 400 judíos fueron enviados al campo de Ivanovka y más de 2.300 judíos fueron fusilados en el cementerio judío.
A finales del siglo XX la ciudad ha albergado una refinería de azúcar, una lechería donde se hacía queso, una fábrica de tabaco y una destilería de alcohol.
La ciudad se asienta sobre una característica geológica llamada el «Horizonte de Borshov», una capa de marga y caliza establecida en el período Devónico.
El compositor de música clásica contemporánea Bohdan Sehin nació aquí en 1976. Otros hijos notables incluyen el mayor general Bolesław Bronisław Duch (1885-1980) y el futbolista profesional Artur Dumanyuk (1996-).